# Le meravigliose disavventure di Flapjack
Le meravigliose disavventure di Flapjack (The Marvelous Misadventures of Flapjack) è una serie televisiva animata statunitense del 2008, creata da Thurop Van Orman.
La serie è incentrata su Flapjack, un bambino che vive con la balena Bolla a Baia Tempestalunga e che viene convinto dal pirata Capitan Scrocchio ad accompagnarlo nella ricerca dell'Isola Caramellata, la mitica isola fatta solo di dolciumi. I tre si trovano così coinvolti in una serie di improbabili avventure, durante le quali hanno a che fare con i bizzarri abitanti della Baia.
La serie è stata trasmessa per la prima volta negli Stati Uniti su Cartoon Network dal 5 giugno 2008 al 30 agosto 2010, per un totale di 46 episodi (e 91 segmenti) ripartiti su tre stagioni. In Italia la serie è stata trasmessa su Cartoon Network dal 4 aprile 2009 al 20 marzo 2011.

## Trama
Flapjack è un ragazzino che è stato allevato da una balena parlante di nome Bolla. I due conducono una vita pacifica fino a quando il duo salva un pirata di nome Capitan Scrocchio, che racconta a Flapjack di un posto chiamato Isola Caramellata. Ispirati dal pirata avventuroso, Flapjack, il Capitan Scrocchio e Bolla si trovano in situazioni strambe alla ricerca di caramelle, dell'Isola Caramellata e dell'ambito titolo di "avventuriero". I tre trascorrono la maggior parte del loro tempo a Baia Tempestalunga, il loro luogo di residenza e casa di molti personaggi.

## Episodi
| Stagione         | Episodi | Prima TV USA | Prima TV Italia |
| ---------------- | ------- | ------------ | --------------- |
| Prima stagione   | 20      | 2008-2009    | 2009            |
| Seconda stagione | 20      | 2009-2010    | 2010            |
| Terza stagione   | 6       | 2010         | 2011            |
| Corti            | 5       | 2007         | inediti         |

## Personaggi e doppiatori

### Personaggi principali
- Flapjack (stagioni 1-3), voce originale di Thurop Van Orman, italiana di Tommaso Zalone.
Il protagonista della serie, è un bambino appassionato di avventure e caramelle. Sogna di diventare un grande avventuriero, e insieme a Capitan Scrocchio è alla ricerca dell'Isola Caramellata. Ha un carattere dolce e gentile, tiene un diario segreto e ha scritto ben 202 canzoni, di cui una dedicata a Scrocchio.
- Capitan Scrocchio (in originale: Captain K'nuckles) (stagioni 1-3), voce originale di Brian Doyle-Murray, italiana di Claudio Moneta.
Pirata e avventuriero, amico di Flapjack, lo persuade a seguirlo alla ricerca dell'Isola Caramellata, trascinandolo in mille disavventure. Ha viaggiato a lungo per i mari ritrovandosi spesso in situazioni surreali, durante le quali ha perso entrambe le mani, entrambe le gambe e il sedere, tutti sostituiti con protesi in legno scricchiolanti (da cui il nome Scrocchio). Nella puntata Amici barbuti si scopre che persino la sua barba è finta. L'unica parte corporea originale è il naso, che in un episodio viene chiesto da Poseidone per calmare la sua ira, dato che Scrocchio ha gettato in mare una polena raffigurante sua figlia: Flapjack crede di aver beffato il dio con un naso finto ma purtroppo, per errore, questi ha preso il vero naso del Capitano. Altra sua caratteristica è che non sa leggere, e pertanto deve affidarsi ad altri per interpretare mappe o testi scritti (Dal Barbiere e Il Diario Segreto). Nell'episodio Capitan Scrocchio II, invece, si scopre che i suoi genitori sono stati trasformati in gabbiani e che è alla ricerca di un rimedio. Bolla e Flapjack rappresentano quindi la sua unica famiglia: nonostante si dimostri spesso cattivo con il suo giovane compagno di avventure (in That's A Wrap! è addirittura pronto a tradire la sua amicizia), Scrocchio è in realtà molto legato al bambino e, come gli confessa ubriaco di zucchero in Occhio Lungo, lo considera l'unico amico che abbia mai avuto.
- Bolla (in originale: Bubbie Bubbie) (stagioni 1-3), voce originale di Roz Ryan, italiana di Andrea Zalone.
La balena parlante che ospita al suo interno Flapjack e Capitan Scrocchio. Oltre a fungere loro da casa, Bolla lava loro i vestiti, si prende cura di Flapjack come fosse un figlio e all'occorrenza diventa anche mezzo di trasporto quando si tratta di viaggiare in cerca di avventure. Quando non ha parte in un'avventura, rimane sempre ad aspettare in trepidante attesa il suo Flapjack. Nell'episodio Occhio lungo Capitan Scrocchio e Flapjack scoprono che ama passare il tempo spiando da sotto il pontile gli abitanti di Baia Tempestalunga nelle loro case.

### Personaggi ricorrenti
- Larry Menta Piperita (in originale: Peppermint Larry) (stagioni 1-3), voce originale di Jeff Bennett, italiana di Riccardo Lombardo.
Il proprietario della Bottega delle Golosità, dove gli abitanti di Baia Tempestalunga si ritrovano per consumare boccali di dolciumi.
- Dottor Barbiere (in originale: Doctor Barber) (stagioni 1-3), voce originale di Steve Little, italiana di Mario Brusa.
Il medico di Baia Tempestalunga, è anche un barbiere nonché un ladro (ruba a Capitan Scrocchio quella che credeva essere la mappa per l'Isola Caramellata) e uno scienziato pazzo (dà vita a dei barbieri giganti creati con capelli tagliati e teste di pesce).
- Perfidella (in originale: Dock Hag), voce originale di Daran Norris.
Vecchia arcigna e antipatica, rimprovera a ogni occasione Flapjack e Scrocchio.
- Sally Sciroppo (in originale: Sally Syrup), voce originale di Jackie Buscarino.
Una ragazzina di cui Flapjack crede di essersi innamorato (in realtà i cuoricini che gli escono dalla testa si riveleranno essere mosche succhia-sangue). Nella puntata Il ritorno di Sally Sciroppo, della seconda stagione, si scopre che è figlia del Professore, il gemello buono dell'Inventore.
- Willy Otto Braccia (in originale: Eight-Armed Willy) (stagioni 1-3), voce originale di Richard McGonagle.
Un mostruoso polpo gigante, il peggior nemico di Flapjack e Capitan Scrocchio.
- Lady Nickelbottoms, voce originale di Jeff Bennett.
La nobildonna più ricca di Baia Tempestalunga.
- Lord Nickelbottoms, voce originale di S. Scott Bullock.
Marito di Lady Nickelbottoms, non è un nobile ma un avventuriero.
- I gemelli Professore e Inventore (in originale: The Professor e The Inventor), voci originali di Jeff Bennett.
Due fratelli inventori, uno buono e l'altro cattivo, in perenne competizione.

## Produzione
Da bambino, il creatore della serie Thurop Van Orman viveva a Panama City, in Florida, e "fantasticava di vivere vicino al molo e di vivere avventure tutto il tempo". Quando aveva 13 anni, la sua famiglia si trasferì nello Utah, tuttavia Van Orman sognava ancora l'avventura. Ha lavorato dopo la scuola come bidello e ha risparmiato i soldi per un biglietto aereo per tornare in Florida. Lì, ha fatto scorta di riso e patate e ha remato su una tavola da surf fino a Shell Island. Aveva in programma di vivere di ricci di mare e "ha persino trafitto una manta", tuttavia presto le cose andarono male quando iniziò a ustionarsi gravemente a causa del sole e cominciò a morire di fame. Tornò sulla terraferma, ma in seguito ci riprovò: "andò in Messico e visse nella giungla e si ritrovò a mangiare nei cassonetti". Orman ha preso i suoi fallimenti con calma, considerando tutte queste brutte circostanze come "parte dell'avventura".
Molte delle influenze di Van Orman includevano artisti del calibro di Gary Larson, Jim Henson, Stephen Hillenburg e il suo ex capo Craig McCracken. Van Orman era già noto per il suo lavoro in altre serie animate di Cartoon Network tra cui Le Superchicche, Le tenebrose avventure di Billy e Mandy e Camp Lazlo.
La sigla originale estesa della serie è stata usata una volta per un episodio speciale musicale intitolato Rimbocchiamoci le maniche. Il cantante Isaac Brock dei Modest Mouse, un fan della serie, ha fornito la voce per la versione nello speciale. Van Orman ha tentato di presentare il progetto a Cartoon Network nel 2001. Ha creato un cortometraggio e ha incorporato molti concetti preferiti dell'infanzia, includendo l'ispirazione visiva di vecchi romanzi d'avventura. La sua prima presentazione è stata respinta, tuttavia ha ricevuto molti feedback e ha riproposto il concetto nel 2003. La serie lavora con Screen Novelties per produrre le parti in stop-motion e gli intertitoli de Le meravigliose disavventure di Flapjack. Paul Reubens è stato originariamente selezionato per essere la voce di Flapjack, tuttavia quando Reubens non si è presentato a nessuna sessione di registrazione, lo stesso Van Orman ha deciso di prestare la voce a Flapjack.
La serie si è conclusa il 31 agosto 2010, dopo 3 stagioni, 46 episodi di mezz'ora e 91 segmenti di episodi. L'episodio finale, intitolato Fish Out of Water, si concentrava su Flapjack e Capitan Scrocchio che si trasformano in pesce a causa del consumo di troppe caramelle e, alla fine dell'episodio, presentava un'apparizione del creatore Thurop Van Orman e di suo figlio Leif Van Orman, che hanno interpretato le versioni live action di Flapjack e Scrocchio dopo aver mangiato ancora una volta troppe caramelle. È apparsa anche una versione live action di Bolla.

## Distribuzione

### Edizioni home video
Il primo volume in DVD de Le meravigliose disavventure di Flapjack per la regione 1 è stato distribuito il 15 settembre 2009 e contiene i primi dieci episodi della prima stagione insieme a quattro funzionalità extra.

## Riconoscimenti
- 2009: Candidatura al Golden Reel Award per la categoria "Miglior colonna sonora per l'animazione televisiva"
- 2009: Chris Roszak vince l'Emmy Awards per la categoria "Outstanding Individual Achievement in Animation"
- 2010: Candidatura agli Annie Awards come "Miglior serie animata per bambini" e "Miglior regia di programma televisivo"

## Altri media

### Videogiochi
Un videogioco basato su Le meravigliose disavventure di Flapjack è stato confermato dal creatore della serie Thurop Van Orman nella primavera del 2010 per Nintendo DS. Quando la serie è stata cancellata, anche il gioco è stato cancellato. Flapjack e Capitan Scrocchio sono apparsi come personaggi giocabili in Cartoon Network: Pugni a volontà; Larry Menta Piperita e Moglie Caramella hanno agito come personaggi di supporto, mentre uno degli scenari è ambientato all'interno della bocca di Bolla. Willy Otto Braccia appare come trasformazione di Flapjack e inoltre è apparso come trasformazione di Ben 10 in Il mondo degli eroi.